# کانکورد (اجتماع)، ویسکانسین
کانکورد (به انگلیسی: Concord) یک منطقهٔ مسکونی در ایالات متحده آمریکا است که در شهرستان جفرسون، ویسکانسین واقع شده‌است. کانکورد ۲۶۰٫۹۱ متر بالاتر از سطح دریا واقع شده‌است.